# Kælkning under vinter-OL 2014
Kælkning under vinter-OL 2014 foregik på Sanki bobslæde- og kælkebane i perioden fra 8. til 13. februar 2014.

## Medaljevindere
| Disciplin        | Guld                                                                          | Guld     | Sølv                                                                                        | Sølv     | Bronze                                                                  | Bronze   |
| ---------------- | ----------------------------------------------------------------------------- | -------- | ------------------------------------------------------------------------------------------- | -------- | ----------------------------------------------------------------------- | -------- |
| Single – mænd    | Felix Loch (GER)                                                              | 3:27,526 | Albert Demtsjenko (RUS)                                                                     | 3:28,002 | Armin Zöggeler (ITA)                                                    | 3:28,797 |
| Single – kvinder | Natalie Geisenberger (GER)                                                    | 3:19,768 | Tatjana Hüfner (GER)                                                                        | 3:20,907 | Erin Hamlin (USA)                                                       | 3:21,145 |
| Double           | Tyskland (GER) · Tobias Wendl · Tobias Arlt                                   | 1:38,933 | Østrig (AUT) · Andreas Linger · Wolfgang Linger                                             | 1:39,455 | Letland (LAT) · Andris Šics · Juris Šics                                | 1:39,790 |
| Holdkonkurrence  | Tyskland (GER) · Natalie Geisenberger · Felix Loch · Tobias Wendl/Tobias Arlt | 2:45,649 | Rusland (RUS) · Tatjana Ivanova · Albert Demtsjenko · Aleksander Denisjev/Vladislav Antonov | 2:46,679 | Letland (LAT) · Elīza Tīruma · Mārtiņš Rubenis · Andris Šics/Juris Šics | 2:47,295 |

## Medaljer
| Kælk under vinter-OL 2014 – Sotji | Kælk under vinter-OL 2014 – Sotji | Kælk under vinter-OL 2014 – Sotji | Kælk under vinter-OL 2014 – Sotji | Kælk under vinter-OL 2014 – Sotji | Kælk under vinter-OL 2014 – Sotji |
| --------------------------------- | --------------------------------- | --------------------------------- | --------------------------------- | --------------------------------- | --------------------------------- |
| Nr.                               | Land                              | Guld                              | Sølv                              | Bronze                            | Totalt                            |
| 1                                 | Tyskland (GER)                    | 4                                 | 1                                 | 0                                 | 5                                 |
| 2                                 | Rusland (RUS)                     | 0                                 | 2                                 | 0                                 | 2                                 |
| 3                                 | Østrig (AUT)                      | 0                                 | 1                                 | 0                                 | 1                                 |
| 4                                 | Letland (LAT)                     | 0                                 | 0                                 | 2                                 | 2                                 |
| 5                                 | Italien (ITA)                     | 0                                 | 0                                 | 1                                 | 1                                 |
| 5                                 | USA (USA)                         | 0                                 | 0                                 | 1                                 | 1                                 |
| Totalt                            | Totalt                            | 4                                 | 4                                 | 4                                 | 12                                |